# Don Hanrahan
Donald Eugene Hanrahan, detto Don (Chicago, 6 febbraio 1929 – Cos Cob, 8 febbraio 2010), è stato un cestista statunitense, professionista nella NBA.